# بادي كارليل
بادي كارليل (بالإنجليزية: Buddy Carlyle)‏ هو لاعب كرة قاعدة أمريكي، ولد في 21 ديسمبر 1977 في أوماها في الولايات المتحدة.

## وصلات خارجية
- بادي كارليل على موقع دوري كرة القاعدة الرئيسي (الإنجليزية)
- بادي كارليل على موقع الدوري الياباني لكرة القاعدة (الإنجليزية)
- بادي كارليل على موقعبيزبول رفرنس.كوم (الدوري الرئيسي) (الإنجليزية)
- بادي كارليل على موقعبيزبول رفرنس.كوم (الدوري الثانوي) (الإنجليزية)
- بادي كارليل على موقع إي إس بي إن.كوم (أم.أل.بي) (الإنجليزية)
- بادي كارليل على موقع مشجعي الرسوم البيانية (الإنجليزية)